# Liste der Baudenkmäler in Petersaurach
Auf dieser Seite sind die Baudenkmäler in der mittelfränkischen Gemeinde Petersaurach zusammengestellt. Diese Tabelle ist eine Teilliste der Liste der Baudenkmäler in Bayern. Grundlage ist die Bayerische Denkmalliste, die auf Basis des Bayerischen Denkmalschutzgesetzes vom 1. Oktober 1973 erstmals erstellt wurde und seither durch das Bayerische Landesamt für Denkmalpflege geführt wird. Die folgenden Angaben ersetzen nicht die rechtsverbindliche Auskunft der Denkmalschutzbehörde.

## Baudenkmäler nach Gemeindeteilen

### Petersaurach
| Lage                          | Objekt                                        | Beschreibung | Akten-Nr.     | Bild           |
| ----------------------------- | --------------------------------------------- | --- | ------------- | -------------- |
| Hauptstraße (Standort)        | Evangelisch-lutherische Pfarrkirche St. Peter | Mittelalterliche Chorturmanlage, Sandsteinquader-Langhaus mit Satteldach, massiver zweigeschossiger Rechteckturm mit Pyramidendach, Turm 14./15. Jahrhundert, Langhaus verändert 1853 und 1878; mit Ausstattung | D-5-71-190-1  | weitere Bilder |
| Hauptstraße 18 (Standort)     | Pfarrhaus                                     | Zweigeschossiger Walmdachbau, Ecklisenen, 1720, mit jüngeren Veränderungen | D-5-71-190-32 | weitere Bilder |
| Hauptstraße 18, 20 (Standort) | Kirchhofmauer                                 | Im Kern wohl mittelalterlich, Veränderungen 18./19. Jahrhundert | D-5-71-190-1  | BW             |
| Hauptstraße 20 (Standort)     | Schulhaus                                     | Zweigeschossiger Walmdachbau auf hohem Steinquaderfundament, mit Zwerchhaus und Zwerchgiebel, Gesimsgliederung und rustizierten Ecklisenen, späthistoristisch, bezeichnet „1902“                                | D-5-71-190-33 | weitere Bilder |
| Klostersteig (Standort)       | Friedhof                                      | Anlage wohl Anfang 20. Jahrhundert, Friedhofskreuz, große Steinskulptur, bezeichnet „1916“ und „1918“ | D-5-71-190-5  | BW             |
| Klostersteig (Standort)       | Teile der Friedhofseinfriedung                | Mauer aus mächtigen Steinquadern, wohl gleichzeitig | D-5-71-190-5  | BW             |
| Markgrafenplatz 2 (Standort)  | Ehemaliges Markgrafengut                      | Zweigeschossiger Traufseitbau mit einseitig abgewalmten Satteldach und Fledermausgauben, 18. Jahrhundert | D-5-71-190-4  | BW             |
| Mühlweg 1 (Standort)          | Scheune                                       | Massiver Satteldachbau mit Schopf und Fachwerkgiebel, 18. Jahrhundert, ehemaliger Teil des Markgrafengutes (vgl. Markgrafenplatz 2)                                                                             | D-5-71-190-35 | BW             |

### Adelmannssitz
| Lage                        | Objekt                       | Beschreibung                                                  | Akten-Nr.    | Bild                         |
| --------------------------- | ---------------------------- | ------------------------------------------------------------- | ------------ | ---------------------------- |
| Adelmannssitz 17 (Standort) | Mühle, Mühl- und Wohngebäude | Zweigeschossiger Mansarddachbau, bezeichnet „1790“ und „1871“ | D-5-71-190-7 | Mühle, Mühl- und Wohngebäude |

### Frohnhof
| Lage                                                                                    | Objekt                                  | Beschreibung                                                                   | Akten-Nr.     | Bild                                    |
| --------------------------------------------------------------------------------------- | --------------------------------------- | ------------------------------------------------------------------------------ | ------------- | --------------------------------------- |
| Frohnhof 1 (Standort)                                                                   | Sogenanntes Schlösschen, jetzt Wohnhaus | Zweigeschossiger massiver Bau mit Halbwalmdach und Eckrustika, 18. Jahrhundert | D-5-71-190-9  | Sogenanntes Schlösschen, jetzt Wohnhaus |
| Frohnhof 1 (Standort)                                                                   | Ehemalige Zehntscheune                  | Eingeschossiger Mansarddachbau, mit Eckrustika, 18. Jahrhundert                | D-5-71-190-9  | BW                                      |
| Hohe Straße, westlicher Ortsrand an der Gemeindeverbindungsstraße Vestenberg (Standort) | Straßenwegweiser mit Ortstafel          | Vier gusseiserne Wegweiser mit Ortstafel Frohnhof, um 1860/70                  | D-5-71-190-10 | BW                                      |

### Gleizendorf
| Lage                         | Objekt                                             | Beschreibung | Akten-Nr.     | Bild           |
| ---------------------------- | -------------------------------------------------- | --- | ------------- | -------------- |
| Mauritius Ring 18 (Standort) | Evangelisch-lutherische Filialkirche St. Mauritius | Mittelalterliche Chorturmanlage, Langhaus mit Satteldach, Stucktonne und Emporen, rechteckiger Turm mit spitzem Zeltdach, Turm 13. Jahrhundert, Langhaus um 1717; mit Ausstattung | D-5-71-190-11 | weitere Bilder |
| Mauritius Ring 18 (Standort) | Kirchhofummauerung                                 | Natursteinquader, 18./19. Jahrhundert, wohl älterer Kern | D-5-71-190-11 | weitere Bilder |

### Großhaslach
| Lage                                                                         | Objekt                                                                                   | Beschreibung | Akten-Nr.     | Bild                 |
| ---------------------------------------------------------------------------- | ---------------------------------------------------------------------------------------- | --- | ------------- | -------------------- |
| Am Hirtenbuck; Zur Marter; am Nordausgang des Ortes (Standort)               | Steinkreuz                                                                               | Sandstein, mittelalterlich                                                                                            | D-5-71-190-22 | BW                   |
| Am Reckersdorfer Weg; westlich des Ortes am Fußweg nach Bruckberg (Standort) | Steinkreuz                                                                               | Sandstein, mittelalterlich                                                                                            | D-5-71-190-23 | BW                   |
| Bruckberger Weg 17 (Standort)                                                | Wohnstallhaus                                                                            | Eingeschossiges giebelständiges Gebäude mit Steildach, Fachwerkgiebel, 18. Jahrhundert                                | D-5-71-190-12 | BW                   |
| Brunnengasse 1 (Standort)                                                    | Wohnhaus                                                                                 | Zweigeschossiger Walmdachbau mit Fledermausgauben und Putzgliederung, teilweise Fachwerk, 1850                        | D-5-71-190-13 | BW                   |
| Kirchplatz 1 (Standort)                                                      | Pfarrhaus                                                                                | Eingeschossiger Walmdachbau mit zweigeschossigem Mittelrisalit, Eckrustizierung und Putzgliederung, bezeichnet „1736“ | D-5-71-190-15 | Pfarrhaus            |
| Kirchplatz 7 (Standort)                                                      | Evangelisch-lutherische Pfarrkirche St. Maria                                            | Saalbau mit Walmdach und eingezogenem Chor, Westturm mit Pyramidendach, Turm 1497, Langhaus 1783; mit Ausstattung     | D-5-71-190-14 | weitere Bilder       |
| Nähe Kirchenweg (Standort)                                                   | Kirchhofmauer                                                                            | Teilweise spätmittelalterliche Wehrmauer, Veränderungen wohl 18./19. Jahrhundert                                      | D-5-71-190-14 | BW                   |
| Nähe Kirchenweg (Standort)                                                   | Sogenanntes Bahrhaus                                                                     | Eingeschossiger Satteldachbau, Natursteinmauerwerk, um 1500                                                           | D-5-71-190-14 | Sogenanntes Bahrhaus |
| Kirchplatz 15, 17 (Standort)                                                 | Altes Schulhaus                                                                          | Zweigeschossiger Walmdachbau, mit Mittelrisalit und Geschossgliederungen, 1899                                        | D-5-71-190-16 | Altes Schulhaus      |
| Kreisstraße AN 22, Marteracker, am Weg nach Ketteldorf (Standort)            | Bildstock                                                                                | Stele aus Sandsteinquadern, mit Sandstein-Relief der Kreuzigung, wohl 15. Jahrhundert                                 | D-5-71-190-20 | weitere Bilder       |
| Talstraße 4 (Standort)                                                       | Sogenanntes Schlösschen, jetzt Wohnhaus                                                  | Zweigeschossiger Walmdachbau, um 1820                                                                                 | D-5-71-190-18 | BW                   |
| Talstraße 4 (Standort)                                                       | Sogenanntes Schlösschen, erhaltener Teil der ehemaligen doppelläufigen Freitreppenanlage | Wohl gleichzeitig | D-5-71-190-18 | BW                   |
| Talstraße 13, 15 (Standort)                                                  | Ehemaliges Wohnstallhaus                                                                 | Eingeschossiges giebelständiges Gebäude mit Steildach, Fachwerkgiebel, wohl 17. Jahrhundert                           | D-5-71-190-19 | BW                   |
| Nähe Talstraße (Standort)                                                    | Scheune                                                                                  | Eingeschossiges giebelständiges Gebäude mit Steildach, Fachwerk, Erdgeschoss teilweise massiv, wohl 17. Jahrhundert   | D-5-71-190-19 | BW                   |

### Neumühle
| Lage                   | Objekt                                 | Beschreibung | Akten-Nr.     | Bild           |
| ---------------------- | -------------------------------------- | --- | ------------- | -------------- |
| Steinbach 1 (Standort) | Ehemalige Mühle                        | Zweigeschossiger Satteldachbau, in Teilen Fachwerk, 1726 (?)                                                               | D-5-71-190-24 | weitere Bilder |
| Steinbach 1 (Standort) | Scheune                                | Eingeschossiger Fachwerkbau mit Steildach, dendro.dat. um 1625, Erneuerung des Südgiebels dendro.dat. 1775/76              | D-5-71-190-24 | BW             |
| Steinbach 1 (Standort) | Scheune                                | Zweigeschossiger Satteldachbau, mit Fachwerkobergeschoss und Fachwerkgiebel, 19. Jahrhundert                               | D-5-71-190-24 | BW             |
| Steinbach 1 (Standort) | Nebengebäude, ehemaliger Schweinestall | Zweigeschossiger Satteldachbau mit Fachwerkobergeschoss und -giebel, 1. Viertel 19. Jahrhundert                            | D-5-71-190-24 | BW             |
| Steinbach 1 (Standort) | Ehemalige Schneidmühle                 | Offener, teilverbretteter Holzständerbau mit Satteldach, auf Stützmauern aus Sandsteinquadern, Reparatur bezeichnet „1795“ | D-5-71-190-24 | BW             |
| Steinbach 1 (Standort) | Backhaus                               | Kleiner Sandsteinquaderbau mit Satteldach und geziegeltem Kamin, im Inneren Backofen, bezeichnet „1868“                    | D-5-71-190-24 | BW             |

### Vestenberg
| Lage                                              | Objekt                                             | Beschreibung | Akten-Nr.     | Bild           |
| ------------------------------------------------- | -------------------------------------------------- | --- | ------------- | -------------- |
| Brauhausstraße 9 (Standort)                       | Gasthaus                                           | Zweigeschossiger Satteldachbau in Ecklage, mit Putzgliederungen, zweite Hälfte 19. Jahrhundert | D-5-71-190-34 | Gasthaus       |
| Brauhausstraße 16 (Standort)                      | Brauerei                                           | Zweigeschossiger massiver Satteldachbau, teilweise Fachwerk, Untergeschosse 16./17. Jahrhundert, Aufbau verändert                                                                                                 | D-5-71-190-27 | Brauerei       |
| Burgweg 6 (Standort)                              | Ehemaliges Schulhaus                               | Zweigeschossiger Walmdachbau mit Eckrustika und Putzgliederungen, mit Elementen des Spätklassizismus, 1830 | D-5-71-190-28 | BW             |
| Burgweg 10 (Standort)                             | Ehemalige Kirche, später zweites Schulhaus         | Saalbau mit abgewalmten Satteldach und Fachwerkdachreiter, 18. Jahrhundert, Umbau Ende 19. Jahrhundert, Gruft wohl 1466                                                                                           | D-5-71-190-29 | weitere Bilder |
| Nähe Burgweg (Standort)                           | Evangelisch-lutherische Pfarrkirche St. Laurentius | Neugotischer Backsteinbau mit Natursteingliederung, Saalbau mit Satteldach und eingezogenem Chor, Westturm mit Spitzhelm, 1891, teilweise auf den Grundmauern der Burg der Herren von Vestenberg; mit Ausstattung | D-5-71-190-25 | weitere Bilder |
| Nähe Burgweg (Standort)                           | Friedhof                                           | 19. Jahrhundert, mit Grabsteinen, erhaltene Teile der Ummauerung, 19. Jahrhundert | D-5-71-190-25 | BW             |
| Schlossberg 10 (Standort)                         | Friedhofsbefestigung                               | Erhaltene Teil der Ummauerung, 19. Jahrhundert | D-5-71-190-25 | BW             |
| Schlossberg 10, im Südwesten des Ortes (Standort) | Burgruine, vermutlich ehemalige Abschnittsburg     | Hohe Bruchsteinmauern mit Kelleranlagen, mittelalterlich | D-5-71-190-26 | BW             |

### Wicklesgreuth
| Lage | Objekt        | Beschreibung                   | Akten-Nr.     | Bild |
| --- | ------------- | ------------------------------ | ------------- | ---- |
| Herrenwald; Langenloher Weg; Stückelfeld (an der Nordgrenze des Herrenwaldes parallel zur Bundesstraße Wicklesgreuth/Katterbach) () | 3 Grenzsteine | bezeichnet, 2. Viertel 18. Jh. | D-5-71-190-31 |      |

### Ziegendorf
| Lage                                          | Objekt                                                                                                  | Beschreibung    | Akten-Nr.    | Bild |
| --------------------------------------------- | --- | --------------- | ------------ | ---- |
| Lehen; auf der „Ziegendorfer Höhe“ (Standort) | Grenzstein, Fraischstein der Hochgerichtsbarkeitsgrenze Fürstentum Ansbach und Nürnberger Amt Lichtenau | 18. Jahrhundert | D-5-71-190-6 | BW   |

## Ehemalige Baudenkmäler
In diesem Abschnitt sind Objekte aufgeführt, die früher einmal in der Denkmalliste eingetragen waren, jetzt aber nicht mehr. Objekte, die in anderem Zusammenhang also z. B. als Teil eines Baudenkmals weiter eingetragen sind, sollen hier nicht aufgeführt werden. Aktennummern in diesem Abschnitt sind ehemalige, jetzt nicht mehr gültige Aktennummern.

| Lage | Objekt     | Beschreibung                                                                        | Akten-Nr.     | Bild |
| --- | ---------- | ----------------------------------------------------------------------------------- | ------------- | ---- |
| Adelmannssitz Haselbach; Kreisstraße AN 10; am Ortsende über die Haslach (Standort)                                          | Brücke     | Einbogiger Quaderbau, wohl 18./19. Jahrhundert                                      | D-5-71-190-8  | BW   |
| Großhaslach Talstraße 1 (Standort)                                                                                           | Gutshof    | Eingeschossige, massive Bauten, spätes 18. Jahrhundert, wohl ehemals zu Talstraße 4 | D-5-71-190-17 | BW   |
| Wicklesgreuth Im Distrikt VI „Herrenwand“ am Kreuzungspunkt Dreckige Flur und Abteilungslinien Großer Sulzschlag/Rehbusch () | Grenzstein | 18. Jahrhundert                                                                     | D-5-71-190-30 |      |